# Konfesja

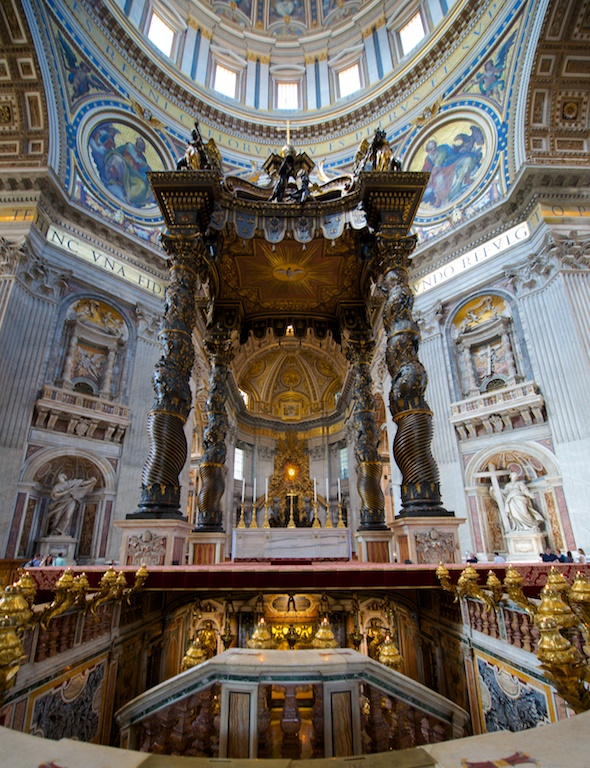
Konfesja św. Piotra w rzymskiej bazylice Świętego Piotra

Konfesja – we wnętrzu świątyni grobowiec męczennika, świętego lub przedsionek prowadzący do jego grobu umieszczonego pod głównym ołtarzem. Również ołtarz związany z grobem męczennika (martyrion). Zwyczajem rzymskim często okryty cyborium – formą baldachimu.
Najbardziej znanym przykładem jest konfesja św. Piotra w bazylice watykańskiej. Przykładem konfesji w Polsce jest konfesja św. Wojciecha.